# ابوالفرج ملطی
ابوالفرج ابن‌عبری کشیش و دانشمند مسیحی که کتاب‌های بسیاری در زمینه تاریخ و فلسفه از او برجا مانده‌است.
پدر وی یهودی بود و سپس به کیش نصرانی درآمد. ابن‌عبری به همراه علوم دینی نصرانی، علم طب و فلسفه و زبان عربی را آموخت. او کتاب تاریخ عمومی خود را که به مختصر تاریخ الدول مشهور است، از زبان سریانی به زبان عربی ترجمه کرده‌است. هم‌چنین تفسیر فصول البقراط و اختصار مصور دیسقوریدس از اوست. وی در مراغه درگذشت.